# گریوزند
گریوزند (به انگلیسی: Gravesend) شهری در منطقهٔ لندن کشور انگلستان است که این کشور خود بخشی از بریتانیا محسوب می‌شود. این شهر در سال ۱۹۹۱ میلادی ۵۱٫۴۳۵ نفر جمعیت داشته و در سرشماری سال ۲۰۰۱ جمعیت آن به ۵۳٫۰۴۵ نفر رسیده‌است. میزان رشد سالانهٔ جمعیت گریوزند ‎۰٫۷۱ درصد می‌باشد و جمعیت این شهر در سال ۲۰۱۲ به ۵۷٫۳۳۳ نفر تغییر یافت.